# Sauber C13
Sauber C13 byl vůz Formule 1 navržený André de Cortanzem a Leo Ressem pro tým Sauber, se kterým závodil v sezóně 1994. Vůz byl poháněn motorem Ilmor 3,5L V10 označeným jako Mercedes. Vývoj tohoto vozu signalizoval návrat značky Mercedes do Formule 1 a poskytl svůj první motor pro vůz Formule 1 od roku 1955. Jezdci týmu byli Karl Wendlinger, Andrea de Cesaris, JJ Lehto a Heinz-Harald Frentzen. Celou sezónu odjezdil pouze Frentzen.
Od Grand Prix Španělska jezdil vůz s vyššími stranami kokpitu poté, co Wendlinger utrpěl těžká zranění při boční nehodě během kvalifikace na Grand Prix Monaka, která ho uvrhla do kómatu. Vyšší boky kokpitu byly později povinné pro všechna auta v sezóně 1996 a byly stále používány až do roku 2017, kdy byly integrovány se systémem „halo“.
Vůz C13 závodil s Brokerem jako hlavním sponzorem až do Grand Prix Francie, kde jej na voze nahradil Tissot.
Vůz C13 byl nahrazen pro sezónu 1995 Sauberem C14.

## Kompletní výsledky ve Formuli 1
| Legenda k tabulce | Legenda k tabulce                                                                       |
| Barva             | Výsledek                                                                                |
| ----------------- | --------------------------------------------------------------------------------------- |
| Zlatá             | Vítěz                                                                                   |
| Stříbrná          | 2. místo                                                                                |
| Bronzová          | 3. místo                                                                                |
| Zelená            | Bodované umístění                                                                       |
| Modrá             | Nebodované umístění                                                                     |
| Modrá             | Dokončil neklasifikován (NC)                                                            |
| Fialová           | Odstoupil (Ret)                                                                         |
| Červená           | Nekvalifikoval se (DNQ)                                                                 |
| Červená           | Nepředkvalifikoval se (DNPQ)                                                            |
| Černá             | Diskvalifikován (DSQ)                                                                   |
| Bílá              | Nestartoval (DNS)                                                                       |
| Bílá              | Závod zrušen (C)                                                                        |
| Světle modrá      | Pouze trénoval (PO)                                                                     |
| Světle modrá      | Páteční testovací jezdec (TD)                                                           |
| Bez barvy         | Netrénoval (DNP)                                                                        |
| Bez barvy         | Vyřazen (EX)                                                                            |
| Bez barvy         | Nepřijel (DNA)                                                                          |
| Bez barvy         | Odvolal účast (WD)                                                                      |
| Bez barvy         | Nezúčastnil se (prázdné)                                                                |
| Označení          | Význam                                                                                  |
| Tučnost           | Pole position                                                                           |
| Kurzíva           | Nejrychlejší kolo                                                                       |
| †                 | Jezdec nedojel do cíle, ale byl klasifikován, protože odjel více než 90 % délky závodu. |
| ‡                 | Byl udělován poloviční počet bodů, protože bylo odjeto méně než 75 % délky závodu.      |
| Horní index       | Umístění bodujících jezdců ve sprintu                                                   |

| Rok  | Tým                                                             | Motor                          | Pneumatiky | Jezdci                | 1   | 2   | 3   | 4   | 5   | 6   | 7   | 8   | 9   | 10  | 11  | 12  | 13  | 14  | 15  | 16  | Body | Umístění |
| ---- | --------------------------------------------------------------- | ------------------------------ | ---------- | --------------------- | --- | --- | --- | --- | --- | --- | --- | --- | --- | --- | --- | --- | --- | --- | --- | --- | ---- | -------- |
| 1994 | Broker Sauber Mercedes (1-6 závod) Sauber Mercedes (7-16 závod) | Mercedes (Ilmor) 2175B 3,5 V10 | G          |                       | BRA | PAC | SMR | MON | ESP | CAN | FRA | GBR | GER | HUN | BEL | ITA | POR | EUR | JPN | AUS | 12   | 8. místo |
| 1994 | Broker Sauber Mercedes (1-6 závod) Sauber Mercedes (7-16 závod) | Mercedes (Ilmor) 2175B 3,5 V10 | G          | Karl Wendlinger       | 6   | Ret | 4   | DNS |     |     |     |     |     |     |     |     |     |     |     |     | 12   | 8. místo |
| 1994 | Broker Sauber Mercedes (1-6 závod) Sauber Mercedes (7-16 závod) | Mercedes (Ilmor) 2175B 3,5 V10 | G          | Andrea de Cesaris     |     |     |     |     |     | Ret | 6   | Ret | Ret | Ret | Ret | Ret | Ret | Ret |     |     | 12   | 8. místo |
| 1994 | Broker Sauber Mercedes (1-6 závod) Sauber Mercedes (7-16 závod) | Mercedes (Ilmor) 2175B 3,5 V10 | G          | JJ Lehto              |     |     |     |     |     |     |     |     |     |     |     |     |     |     | Ret | 10  | 12   | 8. místo |
| 1994 | Broker Sauber Mercedes (1-6 závod) Sauber Mercedes (7-16 závod) | Mercedes (Ilmor) 2175B 3,5 V10 | G          | Heinz-Harald Frentzen | Ret | 5   | 7   | WD  | Ret | Ret | 4   | 7   | Ret | Ret | Ret | Ret | Ret | 6   | 6   | 7   | 12   | 8. místo |